# Скифские лучники

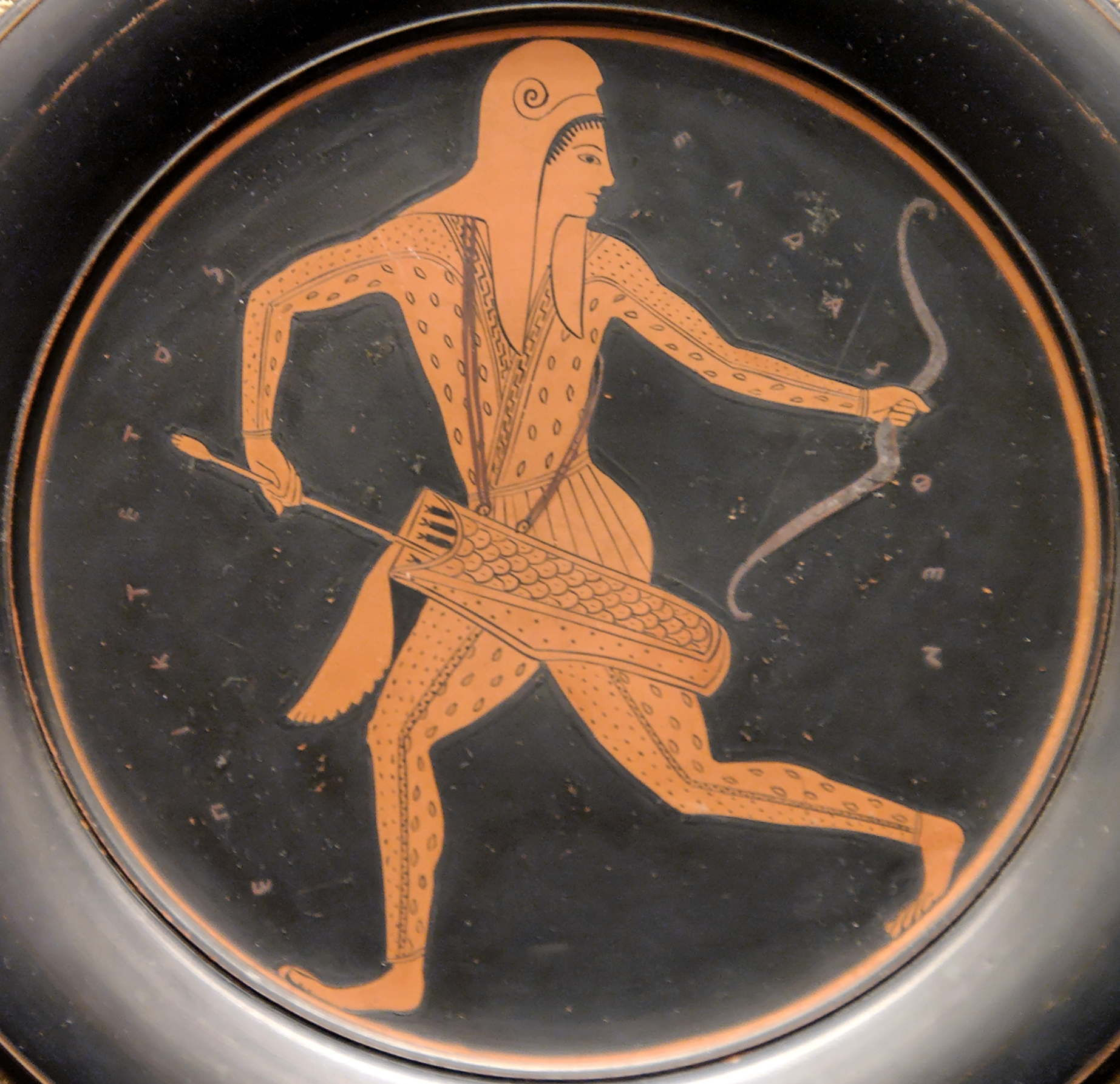
Аттикская Краснофигурная вазопись показывающая Скифского лучника, работа вазописца Эпиктета, ок. 520—500 г д.н. э. Британский музей

Скифские лучники, Токсоты (τοξόται — лучники) — гипотетический полицейский отряд в Афинах, V и начала IV  веков до нашей эры, упоминаемый в некоторых греческих произведениях искусства и литературы.
Согласно источникам, отряд состоял из 300 вооруженных скифов (кочевого народа, обитавшего в евразийской степи), которые были государственными рабами в Афинах. Они действовали от имени группы из одиннадцати избранных афинских магистратов, «ответственных за аресты и казни, а также за некоторые аспекты общественного порядка» в городе-государстве. В одной из комедий Аристофана фигурирует скифский лучник (стрелок из лука), и он говорит на ломаном греческом с акцентом. Некоторые ученые смешивают их с так называемыми гиппотоксотами (конными стрелками), которых было только 200 и которые набирались из граждан, а не из рабов.

## Название
Скифских лучников называли токсоты (τοξόται , буквально «лучники»), Skythai (Σκύθαι , буквально «[ скифы ]»), и Speusinioi (Σπευσίνιοι), по имени некоего Спевсина, предполагаемого организатора этого отряда.

## Теория
Теория о роли скифских лучников в «полицейских силах» в Афинах V и начала IV веков до нашей эры в основном основана на некоторых возможных свидетельствах из аттических вазовых росписей и работ древнеафинского драматурга Аристофана. Говорят, что эта сила состояла из 300 общественных рабов ( demosioi ), которые носили скифскую одежду и были вооружены луками и стрелами в горитах (скифы были искусными лучниками). Изображенных на аттических вазах скифских лучников отличали высокие остроконечные головные уборы и широкие штаны Говорят, что их использовали для поддержания порядка в Собрании и Совете, хотя сами они имели мало полномочий.. Они действовали от лица Одиннадцати, комиссии из одиннадцати избранных магистратов в Афинах, «которые отвечали за аресты и казни, а также за некоторые аспекты общественного порядка».

## Анализ
Ученые сходятся во мнении, что скифы, выполнявшие функции полицейских, существовали в Афинах в V веке до н. э., хотя не ясно, когда они впервые были созданы и как долго просуществовали. Свидетельства существования скифских лучников еще в VI веке до нашей эры неубедительны. Скифские лучники, которые, по-видимому, обслуживают гоплитов на аттических вазах VI века до нашей эры, не обязательно связаны со скифской «полицией» V века до нашей эры. Полицейские силы, число которых, как утверждается, в какой-то момент увеличилось до 1200, также могли быть вовлечены в конфликты военного времени. Бальбина Бэблер указывает на археологические свидетельства скифов IV века, включая стелу Гетов, захороненные скифские наконечники стрел и другие могильные стелы в греческом стиле. Невозможно узнать, представляют ли эти скифы продолжение известной ранее полиции или же в Афинах жили скифские женщины.
Ученые не уверены, почему афиняне нанимают «варваров», хотя вполне возможно, что иностранные рабы вдали от дома составят более верную полицейскую силу, чем местные жители. Также непонятно, почему лук и стрелы были подходящим оружием для тесных Афин.
В комедийных произведениях Аристофана имитируются диалекты разных греков. В «Фесмофориадзусах» скифский лучник говорит на ломаном греческом, последовательно опуская заключительные -s ( -ς ) и -n ( ν ), используя lenis вместо аспирата и один раз используя x ( ξ ) вместо s ( σ ). Это было отмечено Джоном Уильямом Дональдсоном в дискуссии по малоизвестным скифских языков.